# 怒火特攻隊
是一部大衛·艾亞執導和編劇的2014年美國戰爭片。由布萊德·彼特、西亞·李畢福、羅根·勒曼、強·柏恩瑟、麥可·潘納、傑森·艾薩克和史考特·伊斯威特主演。美国於2014年10月17日上映。

## 劇情
1945年4月，二次大戰的歐洲戰區，盟軍深入納粹德國的中心地帶，遭遇武裝黨衛軍的負隅頑抗，迫使希特勒動員男女老少全面開戰。身經百戰的美國陸軍第2裝甲師上士唐恩·「戰爸」·柯利爾，擔任一輛名為「怒火號」（Fury）的M4雪曼坦克的車長，坦克中有四名隊員，射擊手波伊德·「聖經」·史旺、裝彈手格雷迪·「詐炮」·崔維斯、戰車駕駛員崔尼·「戈多」·加史亞、以及駕駛助理兼機槍手雷德。每人各盡其責、彼此信賴，還一同經歷過北非戰場。然而在納粹德國，雷德不幸陣亡、遺體面目全非，來自第五軍且無作戰經驗的一等兵諾曼·艾利森受令填補空缺，坐上怒火號機槍手席。
當怒火號與其他四輛M4雪曼坦克深入德國中心戰區時，一群埋伏在樹叢中的希特勒青年團拿反坦克榴彈發射器擊穿負責領隊的帕克少尉的坦克，造成帕克身亡、整輛坦克也一併摧毀，唐恩斥責一時猶豫的諾曼沒有及時匯報。隊伍隨後聽命於瓦格納上尉，先去殲滅德軍的反坦克炮陣營並解救受困的同袍，所有人都在殺敵過程中，唯獨諾曼一人始終不肯扣下扳機。唐恩決定培養起諾曼的殺人本領，而隊伍當時剛好抓獲一名穿著美軍制服的落單德軍，唐恩沒有理會該德軍求降，將諾曼叫出來、塞給他一把左輪手槍，最後強迫他扣下扳機殺死該德軍，首次殺人使諾曼留下心裡創傷。
唐恩擔任坦克排的代理指揮，攻下一座小鎮後休息一晚，唐恩陪諾曼到附近公寓中探查並留宿，遇見一名德國婦人伊瑪與她的親戚艾瑪。唐恩用幾根香煙跟她們換取熱餐以及刮鬍用的熱水，諾曼跟喜歡音樂的艾瑪相戀乃至同睡一床。然而，和睦的氣氛很快被隨後進來的波伊德、格雷迪和戈多打斷，三人在醉酒的情況下騷擾伊瑪和艾瑪，並且還當眾對諾曼羞辱一番。一行人很快被叫去執行緊急任務，諾曼沒來得及跟艾瑪告完別就必須上路。然而眾人剛走出去，德軍從遠處打來的炮火炸毀整棟公寓，使伊瑪和艾瑪均喪生。連串的打擊重創諾曼的內心，使他徹底認清戰場險惡。
坦克排準備駛往指定的十字路口建立防線來掩護後方梯隊，然而行進過程中遭到一輛德軍虎式坦克伏擊，三輛坦克很快被殲滅，最後僅剩怒火號。在唐恩的指揮下，怒火號瞄準虎式坦克防禦最薄弱的後方而成功反敗為勝，但通訊設備均毀而無法呼叫增援。一行人只能獨自繼續任務，抵達十字路口時不慎踩中地雷導致坦克拋錨。在搶修坦克期間，諾曼受令到前方的樹叢中放哨，卻目睹一個人數高達幾百的武裝黨衛軍營正在向十字路口行進。諾曼跑回去緊急通報，一行人深知打不過而準備逃往安全地帶，然而唐恩意識到若放敵軍過去會對友軍造成巨大死傷，於是決定留下來誓死捍衛，其他人隨即都被一個一個說服而集體留下來。全員藏身進變成“碉堡”的坦克內部等待時機，全員在此期間把酒言歡，同時賦予功績累累的諾曼一個戰爭綽號「機器」，認同他已成為怒火號不可或缺的一份子。
隨著德軍緩緩靠近，眾人找準時機扔出手榴彈炸死周邊敵人，用火炮與機槍與德軍展開漫長的夜戰。雖然敵人死傷慘重，但怒火號很快耗盡彈藥，格雷迪被外圍德軍用反坦克榴彈發射器擊中斃命，中槍的戈多不慎掉下拉響的手榴彈，最後僅能護住手榴彈爆炸而犧牲。緊接著德軍派出穿偽裝服的狙擊手，將爬出坦克的波伊德狙殺，最後就連唐恩也全身重傷。唐恩督促諾曼用坦克底部艙門逃生後，獨自伴隨著德軍扔進坦克的柄式手榴弹爆炸而犧牲。唯一倖存的諾曼躲在坦克底部，被一名年輕德軍發現行蹤，然而對方卻選擇不匯報。隔天清晨，諾曼醒後爬回坦克裡，用自己的上衣蓋住唐恩的遺體，同時拿走他的左輪手槍。大量美軍這時抵達十字路口，將倖存的諾曼視為英雄，掃清周邊後繼續行進。諾曼坐上醫護車離開時，目不轉睛地望著停駛的怒火號，其周邊堆積著數不盡的德軍屍體。

## 演員
- 布萊德·彼特 飾演 唐恩·「戰爸」·柯利爾上士（SSG Don "Wardaddy" Collier），怒火號車長，隸屬於美國陸軍第2裝甲師第66裝甲團第3排。
- 西亞·李畢福 飾演 波伊德·「聖經」·史旺技術下士（TEC-5 Boyd "Bible" Swan），怒火號砲手。
- 羅根·勒曼 飾演 諾曼·「機器」·艾利森一等兵（PFC Norman "Machine" Ellison），怒火號副駕駛兼機槍手。
- 麥可·潘納 飾演 特里尼·「戈多」·加西亞下士（CPL Trini "Gordo" Garcia），怒火號駕駛。
- 強·柏恩瑟 飾演 格雷迪·「詐炮」·崔維斯一等兵（PFC Grady "Coon-Ass" Travis），怒火號裝填手。
- 傑森·艾薩克 飾演 阿姆斯·「老男人」·瓦格納上尉（CPT Amos "Old Man" Waggoner）
- 史考特·伊斯威特 飾演 麥爾斯中士（Sgt. Miles）
- 澤維爾·塞缪爾 飾演 帕克中尉（1LT Parker），新上任的戰車排排長，鬥牛士號車長。
- 布拉德·威廉·亨克 飾演 戴維斯上士（SSG Davis），蘇露西號車長。
- 吉姆·派瑞克 飾演 賓考斯基上士（SSG Binkowski)，殺人公司號車長 。
- 凱文·萬斯 飾演 彼得森上士（SSG Peterson），老菲力士號車長。
- 伊恩·加勒特 飾演 福斯特上士（Sgt. Foster）
- 安娜瑪麗亞·馬琳卡 飾演 伊瑪（Irma）
- 艾麗西婭·馮·里特貝格 飾演 艾瑪（Emma）
- 布蘭科·托莫維奇 飾演 德國下士（German Corporal）
- 史黛拉·施特克爾 飾演 伊迪絲（Edith）

## 發行
電影定於2014年11月14日作為上映日期。2014年8月12日，宣布將提前至10月17日發布。據電影發行協會（FDA）的發布計劃，2014年10月24日才在英國發布。

### 評價
《怒火特攻隊》早期評價好壞參雜，但在正式上映後卻獲得了相當不錯的口碑。在爛番茄基於227條評論，持有77％的新鮮度，平均得分6.9／10。於Metacritic上根據47位評論家，得分64（滿分100）。SF Chronicle的米克·拉薩爾給了本片4星的評價。

### 票房
2014年10月17日，電影於北美3173間戲院上映，並於週四深夜在2489間戲院放映時就獲得了120萬美元的票房。在北美首映日，電影票房為880萬美元。首映週末票房2350萬美元列第一位。次周末收1300万列第三位。
香港首周收获653万港币列第一，次周收518万蝉联冠军，第三周收196万列第三位。中国首周三天收4500万人民币列第四位；次周收4900万列第五。第三周收入1400万列第七，最终累计1.19亿。台灣首周末收808萬列第二，次周末收381万列第三。
| 上一届： 《》 | 2014年美國週末票房冠軍 第42周     | 下一届： 《死亡占卜》 |
| 上一届： 《》 | 2014年香港一週票房冠軍 第42、43周 | 下一届： 《》         |

## 獲獎紀錄
| 榮譽                 | 榮譽                     | 榮譽                 | 榮譽 |
| 獎項                 | 類別                     | 得獎人               | 結果 |
| -------------------- | ------------------------ | -------------------- | ---- |
| 好萊塢電影獎         | 好萊塢編輯獎             | 傑·卡西迪與多迪·多恩 | 獲獎 |
| 好萊塢視覺媒體音樂獎 | 配樂-劇情片              | 史蒂文·普賴斯        | 提名 |
| 人民選擇獎           | 最受歡迎電影演員         | 布萊德·彼特          | 提名 |
| 人民選擇獎           | 最受歡迎電影戲劇演員     | 布萊德·彼特          | 提名 |
| 第86屆國家評論協會獎 | 十大電影                 | 不適用               | 獲獎 |
| 第86屆國家評論協會獎 | 最佳整體演出             | 不適用               | 獲獎 |
| 青少年票選獎         | 電影選擇獎：劇情片       | 不適用               | 待定 |
| 青少年票選獎         | 電影選擇獎：劇情片男演員 | 羅根·勒曼            | 待定 |

## 特殊事件
此片拍攝時使用到了世界上僅存能夠正常運作的虎式131號車，雖然只拍攝了簡單的前進後退畫面。
協助拍攝電影的主角車(76砲M4A2)是來自於博文顿坦克博物馆。

## 跨界合作
2014年10月9日E3電玩展戰遊網公布將與《怒火特攻隊》合作，電影中的怒火號M4 Sherman戰車將與索尼影業合力於近期在《戰車世界》、《戰車世界：Xbox 360 版》，以及《戰車世界：閃擊戰》中登場。

## 外部連結
- 互联网电影数据库（IMDb）上《怒火特攻隊》的资料（英文）
- Box Office Mojo上《怒火特攻隊》的資料（英文）
- 爛番茄上《怒火特攻隊》的資料（英文）